# Имре Кертес
Имре Кертес (мађ. Kertész Imre; Будимпешта, 9. новембар 1929 — Будимпешта, 31. март 2016) био је мађарски књижевник јеврејског порекла.
Године 1944, је депортован у концентрациони логор Аушвиц. Добитник је Нобелове награде за књижевност 2002. године. Његово најпознатије дело је Бесудбинство, у коме описује искуство 14-годишњег дечака у Аушвицу и логорима Бухенвалд и Зејц. Испричана је као квази-аутобиографија, али аутор одбацује јаку биографску повезаност.

## Дела
- Човек без судбине
- Иста прича две приповетке
- Ликвидација
- Кадиш за нерођено дете
- Језик у прогонству
- Фијаско
- Енглеска застава
- Трагач
- Записник
- Дневник с галије
- Досије К.